# Thomas H. Clark
Thomas Henry Clark (* 3. Dezember 1893 in London; † 28. April 1996 in Montreal) war Geologe und Paläontologe mit englischer, US-amerikanischer und kanadischer Nationalität. Von 1932 bis 1952 war er Direktor des Redpath-Museums an der McGill University in Montreal.

## Leben
Clark wanderte aus England in die USA aus und studierte Geologie an der Harvard University mit dem Bachelor-Abschluss 1917 und der Promotion 1924 nach Wehrdienst im Ersten Weltkrieg im Medical Corps der US Army. Danach wechselte er an die geologische Fakultät der McGill University, wo er 69 Jahre blieb. Im Alter von 100 Jahren trat er zurück und beendete er dort seine Karriere. Er war auch Kurator für Paläontologie und später Direktor des Redpath Museums.
Clark ist Autor von mehr als 100 wissenschaftlichen Veröffentlichungen. Er machte sich vor allem verdient mit der geologischen Kartierung  der geologisch komplexen Appalachen in Quebec an der Grenze zu den USA (mit stark deformierten, metamorphen Gesteinen) ab 1926 und mit der des geologisch weniger komplexen Tieflands des Sankt-Lorenz-Stroms (ab 1937), das seismisch aktivste Gebiet im Osten Nordamerikas. 1938 initiierte er zudem eine Neukartierung der Gegend um Montreal, da er Unstimmigkeiten in den geologischen Karten fand. Er nutzte auch später die durch die Entwicklung der Stadt Montreal, Öl- und Gasexploration und dem Bau des Sankt-Lorenz-Seewegs und andere Projekte gewonnenen Erkenntnisse für die Revision dieser geologischen Karten.
Er war auch ein Spezialist in der Forschung über die Fossilien des Burgess-Schiefers, wovon das Redpath-Museum eine große Sammlung beherbergt, die von Clark gepflegt wurde. Im Jahr 1924 hatte Clark den Entdecker des Burgess-Schiefers, Charles Walcott, bei Feldforschungen getroffen.
Er war Fellow der Royal Society of Canada, erhielt deren Centennial Award und die Logan Gold Medal.

## Werke
- Thomas Henry Clark, Colin William Stearn: Geological evolution of North America. Ronald Press Co., 1960.